# Чемпіонат світу з трекових велоперегонів 1900
Чемпіонат світу з трекових велоперегонів 1900 пройшов з 12 по 18 серпня 1900 року в Парижі, Франція. Змагання проводилися у двох дисциплінах — спринті та гонці за лідером серед аматорів та професіоналів окремо.

## Медалісти

### Чоловіки
Професіонали
| Дисципліна       | Золото        | Срібло       | Бронза      |
| Спринт           | Едмонд Жаклін | Гаррі Меєрс  | Віллі Аренд |
| Гонка за лідером | Констан Уре   | Едуар Тейлор | Еміль Буур  |

Аматори
| Дисципліна       | Золото           | Срібло          | Бронза           |
| Спринт           | Альфонс Дідьє-Но | Джон Генрі Лейк | Фердінан Вассеро |
| Гонка за лідером | Луї Бастьєн      | Вільгельм Хені  | Ллой Хільдебранд |

## Загальний медальний залік
| Місце  | Країна           | Золото | Срібло | Бронза | Загалом |
| ------ | ---------------- | ------ | ------ | ------ | ------- |
| 1      | Франція          | 3      | 1      | 2      | 6       |
| 2      | Бельгія          | 1      |        |        | 1       |
| 3      | Нідерланди       |        | 1      |        | 1       |
| 3      | США              |        | 1      |        | 1       |
| 3      | Норвегія         |        | 1      |        | 1       |
| 6      | Велика Британія  |        |        | 1      | 1       |
| 6      | Німецька імперія |        |        | 1      | 1       |
| Всього | Всього           | 4      | 4      | 4      | 12      |